# 패스틀리
패스틀리(Fastly)는 미국의 클라우드 컴퓨팅 서비스 제공업체이다. 이는 개발자가 핵심 클라우드 인프라를 사용자에게 더 가까운 네트워크 가장자리로 확장할 수 있도록 설계된 엣지 클라우드 플랫폼으로 네트워크를 설명한다. 패스틀리 엣지 클라우드 플랫폼에는 콘텐츠 전송 네트워크(CDN), 이미지 최적화, 비디오 및 스트리밍, 클라우드 보안, 로드 밸런싱 서비스가 포함되어 있다. 패스틀리의 클라우드 보안 서비스에는 서비스 거부 공격 방지, 봇 완화 및 웹 애플리케이션 방화벽이 포함된다. 패스틀리의 웹 애플리케이션 방화벽은 자체 규칙 집합과 함께 개방형 웹 애플리케이션 보안 프로젝트 모드시큐리티 핵심 규칙 집합을 사용한다. 회사는 현지 전화번호를 스푸핑하는 VOIP 전화 통화를 통해 원치 않는 이메일에 대해 후속 조치를 취한다.
패스틀리 플랫폼은 바니시 (소프트웨어) 위에 구축되었다. 2021년 12월 현재 패스틀리는 50~100Tbps의 데이터를 전송한다.